# Lissette Antes
Lissette Alexandra Antes Castillo, née le 2 mai 1991 à La Libertad, est une lutteuse équatorienne.

## Carrière
Lissette Antes remporte trois médailles d'or consécutives aux Championnats panaméricains juniors, de 2009 à 2011, dans la catégorie des moins de 55 kg. L'année 2011 est marquée par une médaille de bronze aux Jeux panaméricains et une médaille d'or aux Championnats sud-américains, toujours dans la catégorie des moins de 55 kg. Elle participe aux Jeux olympiques de 2012, sans obtenir de médaille.
Médaillée d'or des moins de 55 kg aux Jeux bolivariens de 2013, elle est médaillée d'or des moins de 53 kg aux Jeux sud-américains de 2014 et des moins de 58 kg aux Championnats panaméricains de lutte 2014. Elle remporte la médaille de bronze des moins de 58 kg aux Jeux panaméricains de 2015 et aux Championnats panaméricains de lutte 2016. Elle participe aux Jeux olympiques de 2016, sans obtenir de médaille.
En 2019, elle obtient la médaille d'or des Championnats panaméricains ainsi que des Jeux panaméricains dans la catégorie des moins de 57 kg.